# Марія Валерія Австрійська
Марія Валерія Австрійська, повне ім'я Марія Валерія Матільда Амалія, (нім. Marie Valerie von Österreich), (22 квітня 1868 — 6 вересня 1924) — ерцгерцогиня Австрійська, донька імператора Австрії Франца Йозефа I та імператриці Сіссі, дружина ерцгерцога Франца Сальватора, принца Угорщини, Хорватії та Богемії.

## Біографія

### Дитинство та юність
Принцеса Марія Валерія народилась 22 квітня 1868 року в Буді в Угорщині. Вона була молодшою донькою імператриці Сіссі та імператора Австрії Франца Йосифа I.

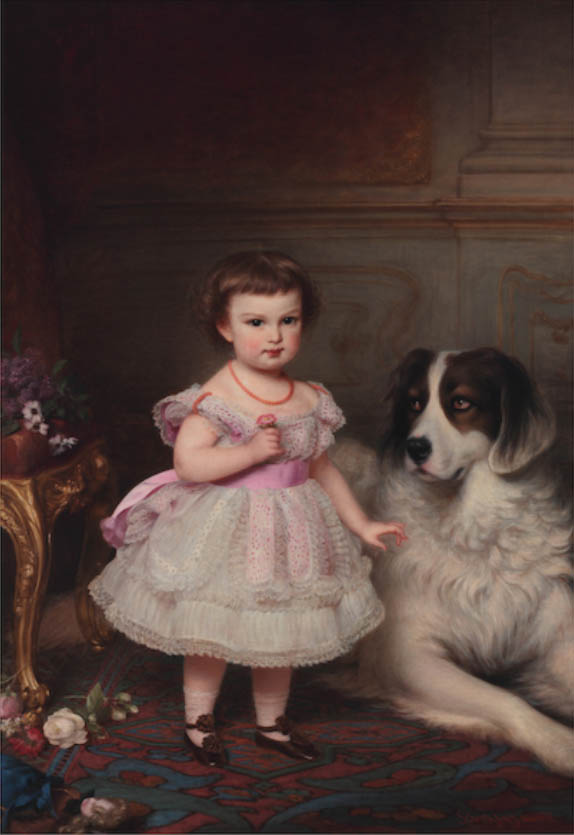
Марія Валерія в дитячі роки

З моменту народження попередньої дитини — брата Валерії Рудольфа минуло вже десять років. А сестрі Гізелі вже виповнилося дванадцять. На відміну від старших дітей, яких виховувала бабуся, Марію Валерію залишили матері. Як писала її бабуся Софія у листі до матері Єлизавети Людовіки: 
«Сіссі повністю захоплена любов'ю і турботою до цього маленького янгола».
Валерія стала улюбленою дитиною Єлизавети. При дворі навіть уїдливо говорили «єдиною дитиною», оскільки імператриця присвячувала їй набагато більше уваги, ніж іншим дітям. Дівчинка також любила матір, але, як згадувала потім у щоденнику, часто відчувала себе незручно через її надмірну увагу. Сама ж Валерія була скромною і практичною натурою.
Її також називали «Угорським малям». Валерія народилася в Угорщині небагатьом більше ніж через дев'ять місяців після коронації батьків в Будапешті 8 червня 1867 року. Єлизавета свідомо вибрала цю країну для пологів через те, що на її землях королівські нащадки не народжувались вже декілька століть. У випадку народження хлопчика, Сіссі мала намір назвати його Стефаном на честь святого покровителя Угорщини.

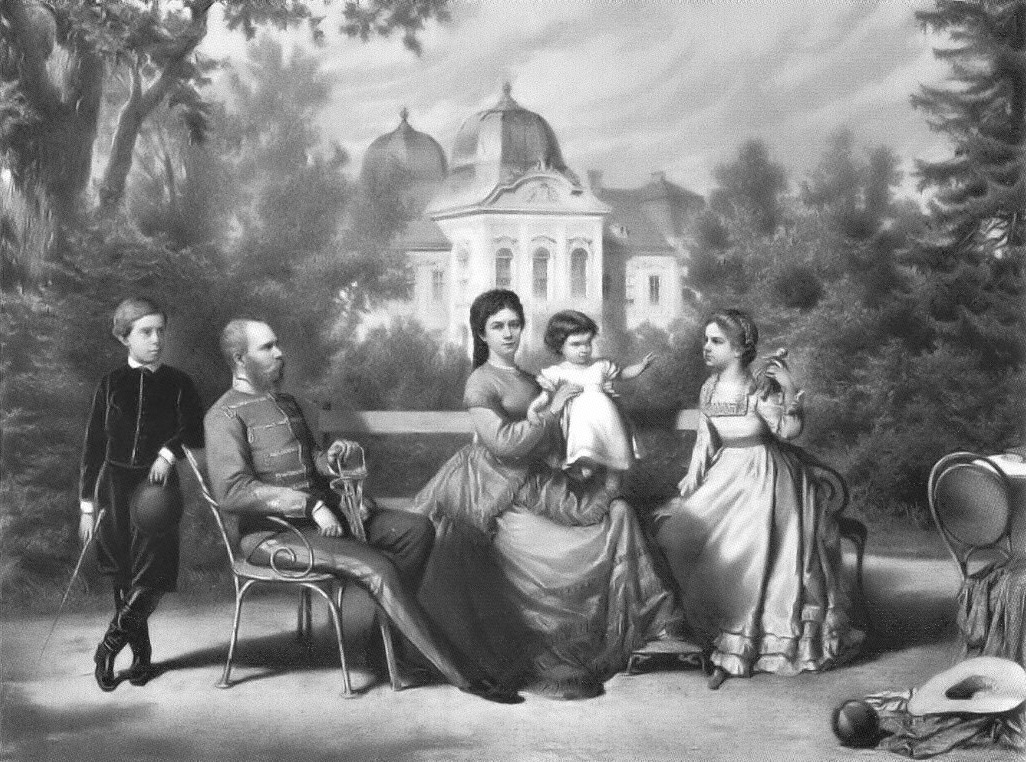
Валерія із батьками, братом та сестрою

Більшу частину дитячих років Марія Валерія також провела в Угорщині разом із своєю кузиною Марією-Луїзою Ларріш-Валерзеє.
Зловмисні чутки приписували батьківство Валерії Андраші Дюла, який був другом Єлизавети. У дитинстві дівчинка дуже переживала, коли чула їх. До того ж вона була більше схожа на Франца Йозефа, ніж інші його діти, тож коли вона підросла, чутки зникли самі собою. Але завдяки тій атмосфері, що вони створили, Валерія почала відчувати антипатію до всього угорського, яку підсилювало бажання матері, щоб дочка розмовляла лише мовою країни, в якій народилась. Дівчинка дуже зраділа, коли їй було дозволено розмовляти німецькою з батьком, якого вона обожнювала.
Крім того, принцеса знала англійську, французьку та італійську мови. Вона полюбляла писати п'єси та вірші, була талановитим художником-аматором, особливо їй вдавалися картини з квітами. Валерії також подобався віденській Бурґтеатр, вона намагалася брати участь у його постановках так часто, наскільки це було можливо.
1886 року Валерія познайомилася на балу із Францом Сальватором Австро-Тосканським, який був її троюрідним братом. Молоді люди закохалися і побралися через чотири роки.

### Шлюбне життя

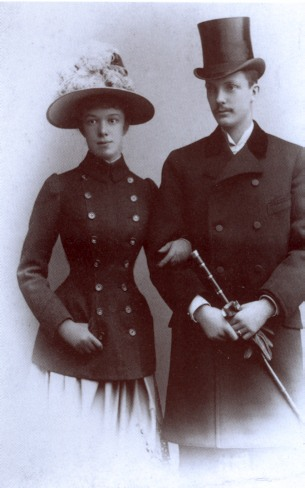
Марія Валерія та Франц Сальватор

31 липня 1890 року в гірському містечку Ішлі Марія Валерія одружилася із Францом Сальватором. Шлюб був запланований раніше, але його відклали через самогубство старшого брата Валерії — принца Рудольфа.
Після медового місяця, який пара провела подорожуючи Італією, Швейцарєю та Баварією, молодята оселилися у Вельсі. 1892 року народилася їхня перша донька — Єлизавета Франциска, яку всі називали просто Елла. Згодом з'явилося ще дев'ятеро дітей
Гувернанткою подружжя запросило Ельзу Кьолер. 11 червня 1895 року Франц та Валерія придбали у герцога Единбурзького Альфреда замок Вальзеє і зайнялися його повним оновленням. 4 вересня 1897 року відбулося святкове заселення у цей замок на Дунаї. Жителі містечка Вальзеє з радістю вітали нових господарів, адже ерцгерцогиня користувалася серед них репутацією дуже доброї та милосердної жінки.
У вересні 1898 року загинула її мати, імператриця Єлизавета. Для батька, який ще не отямився від самогубства єдиного сина, це стало важким ударом. Принцеси Валерія та Ґізела, як могли, втішали його.
1900 року ерцгерцогиня Валерія стала патронесою Червоного Хреста; вона засновувала шпиталі та збирала значні кошти на благочинність.
1911 року народилася її молодша донька — Агнеса, яка вмерла невдовзі після народження. Чоловік, із яким від початку відносини були гармонійними, почав заводити коханок, одна з яких, принцеса Стефанія Гогенлое у 1914 році народила від нього сина.
Після смерті батька у 1916 році, Марія Валерія отримала у спадок, окрім іншого, замок Персенбог.
Під час Першої Світової війни Валерія створила у себе в замку шпиталь для поранених і сама допомагала доглядати за ними. Вона була віруючою католичкою, багато часу присвячувала підтримці релігійних благодійних організацій. У народі її прозвали «Янголом Вальдзеє». Була дамою Ордену Зіркового хреста.
Після закінчення війни ерцгерцогиня офіційно визнала закінчення правління династії Габсбургів і підписала документи по зреченню прав на престол за себе та всіх нащадків. Це дозволило їй зберегти будинок і майно за нової влади.
1924 року лікарі діагностували у неї лімфому. Допомогти виявилося вже неможливо. 6 вересня 1924 року принцеса Марія Валерія померла в оточенні родини.

Незадовго до її смерті сестра Гізела писала в листі:
«Повинна додати, що бачила Валері, — у повній свідомості, вона повністю розуміє свій стан. І так побожно його прийняла, що навіть з радістю чекає на відхід».
Валерію поховали у склепі за головним вівтарем парафіяльної церкви у Зіндельбурзі. Кілька тисяч людей супроводжувало її труну до місця поховання.
За життя Марія Валерія вела щоденник, який був повністю опублікований лише 2000 року. До цього він лише частково цитувався за рукописом авторами біографій Єлизавети Баварської та кронпринца Рудольфа.
Франц Сальватор після смерті дружини познайомився із баронесою Мелані фон Різенфелс. Вони побралися 1934 року у Відні. Шлюб був морганатичним і дітей у ньому не було. Франц помер 20 квітня 1939 року.

## Родина
Чоловік — Франц Сальватор
Діти:

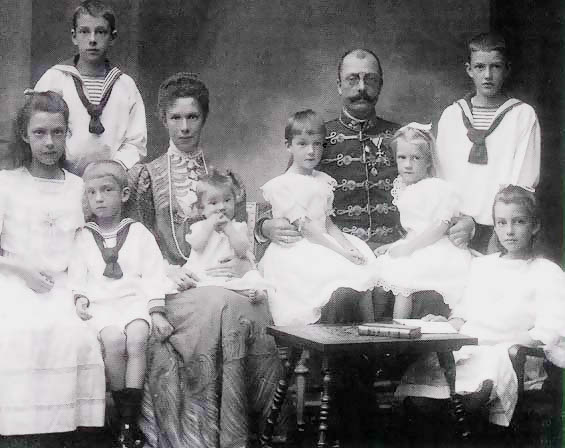
Подружжя з дітьми

- Єлизавета Франциска (1892–1930) — одружена з графом Георгом Вальдбурзьким, мала трьох доньок та сина. Померла від пневмонії у 38 років.
- Франц Карл Сальватор (1893–1918) — ерцгерцог Австрійський. Кавалер Ордену Золотого руна. Помер під час епідемії іспанки. Був неодружений, дітей не мав.
- Губерт Сальватор (1894–1971) — ерцгерцог Австрійський. Кавалер Ордену Золотого руна. Одружений із принцесою Розмарі Салм-Салмською, мав тринадцятеро дітей.
- Ядвіга (1896–1970) — одружена із графом Бернардом Штольбергом, мали дев'ятеро дітей.
- Теодор Сальватор (1899–1978) — ерцгерцог Австрійський. Кавалер Ордену Золотого руна. Одружений із графинею Марією Терезією Вальдбурзькою, мав двох синів та двох доньок.
- Гертруда (1900–1962) — пошлюблена Георг Вальдбурзьким, після смерті старшої сестри Єлизавети — його першої дружини, мали сина та доньку.
- Марія Єлизавета (1901–1936) — померла неодруженою у віці 35 років.
- Клеменс Сальватор (1904–1974) — принц Альтенбурзький, одружений із графинею Елізабет Рессег’є де Міремон, мав сім синів та дві доньки.[2]
- Матільда Марія (1906–1991) — одружена із доктором філософії та політиком Ернстом Гефелем, дітей не мала.
- Агнеса (26 червня 1911) — померла через кілька годин після народження.

## Галерея

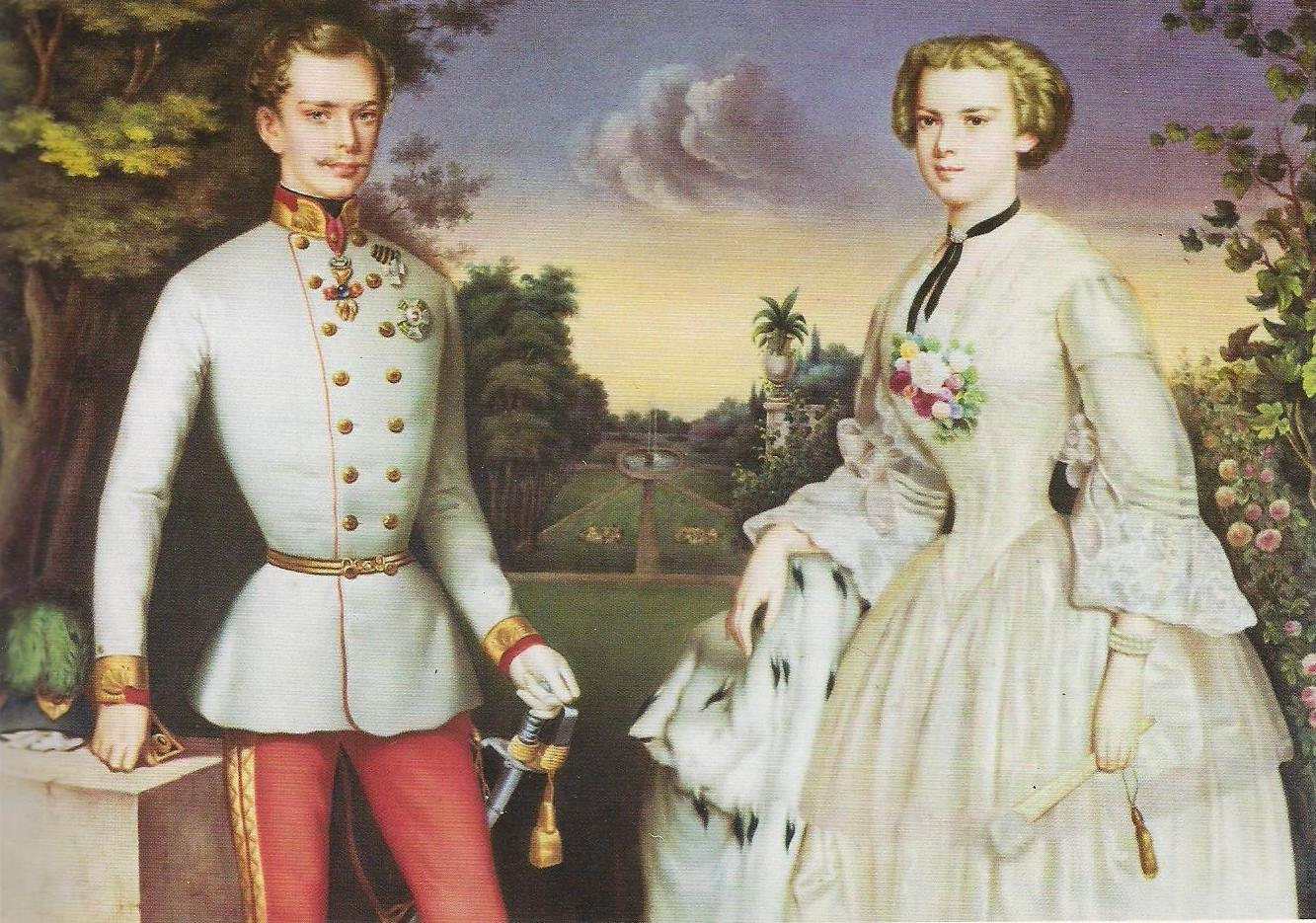
Батьки Марії Валерії — Франц та Єлизавета
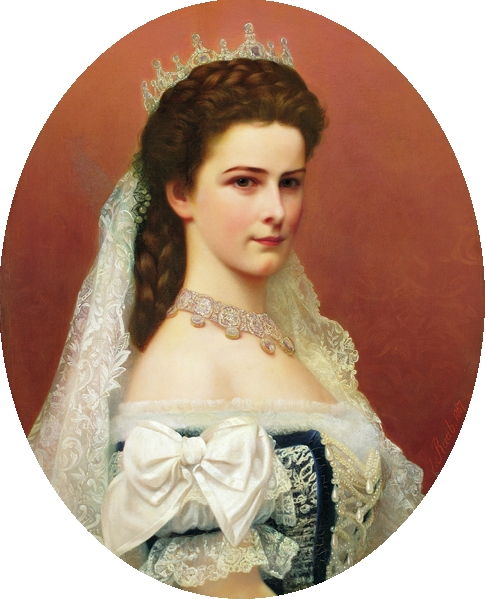
Імператриця Сіссі — мати Валерії
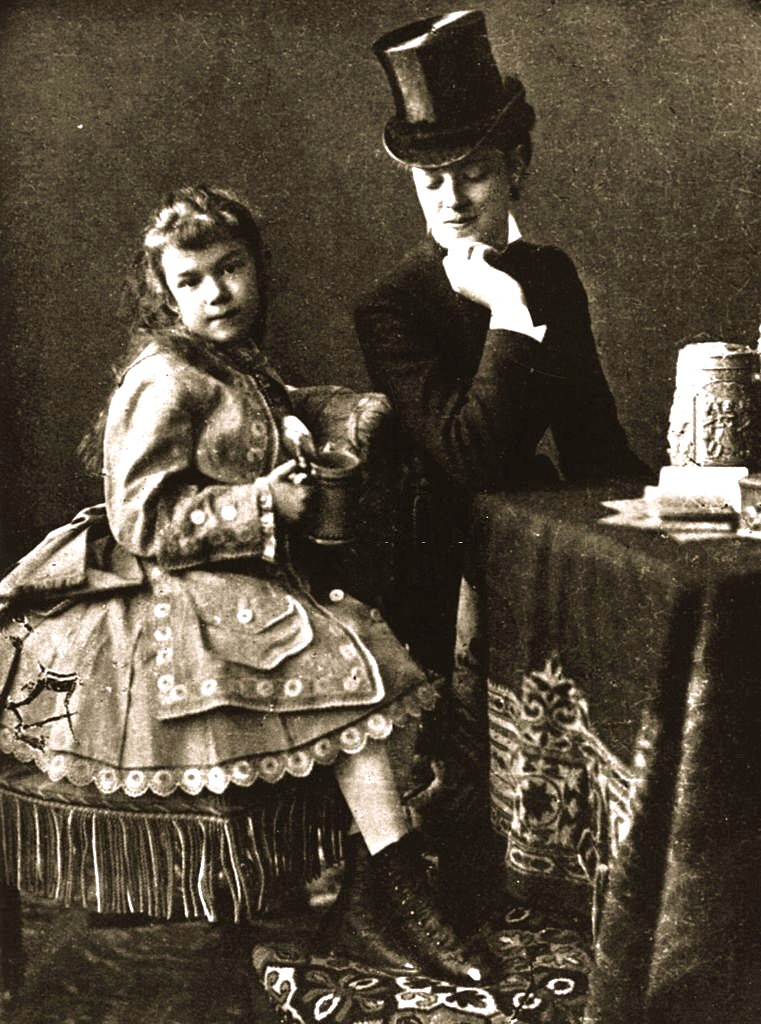
Марія Валерія (зліва) із кузиною Марією-Луїзою Ларріш-Валерзеє
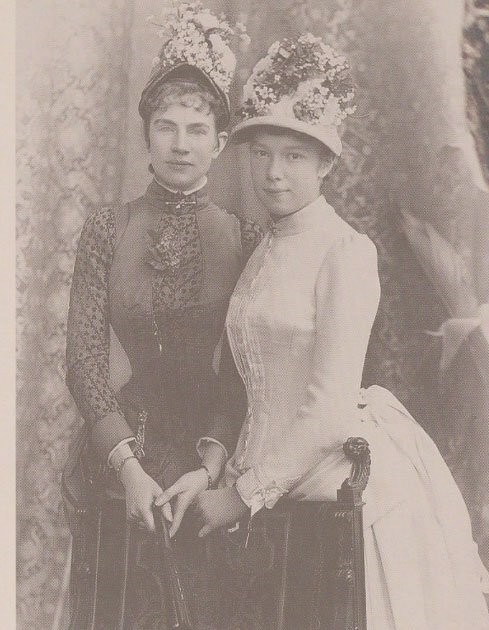
Із сестрою Гізелою (справа), бл. 1890
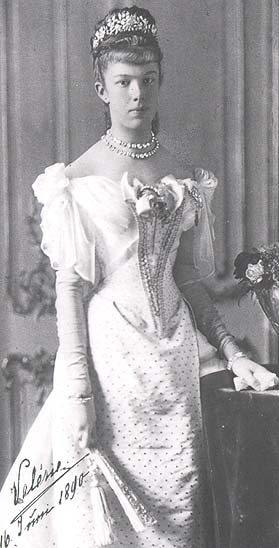
Фото 1890 року
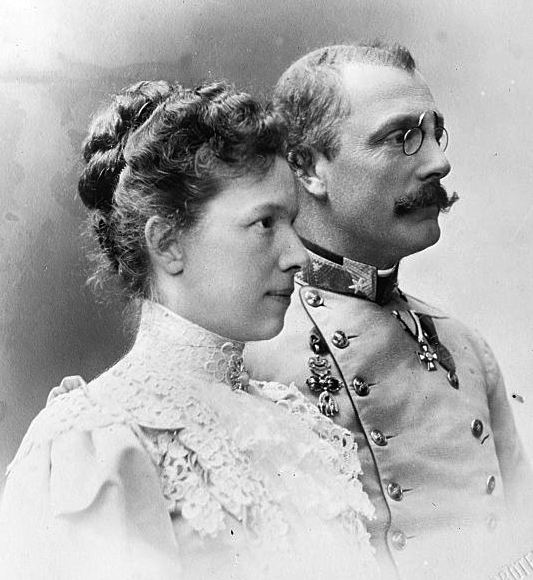
Із чоловіком Францем Сальватором
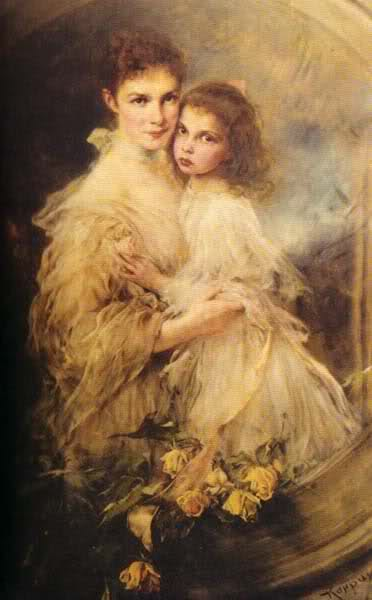
Із донькою Еллою
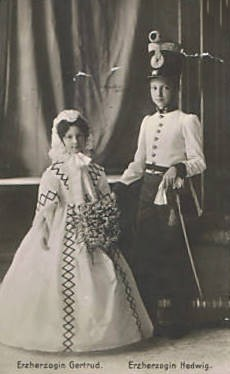
Доньки Гертруда і Ядвіґа, до 1910